# Anna Margareta von Haugwitz

Anselm van Hulle: Porträt der Anna Margareta Wrangel, 1648

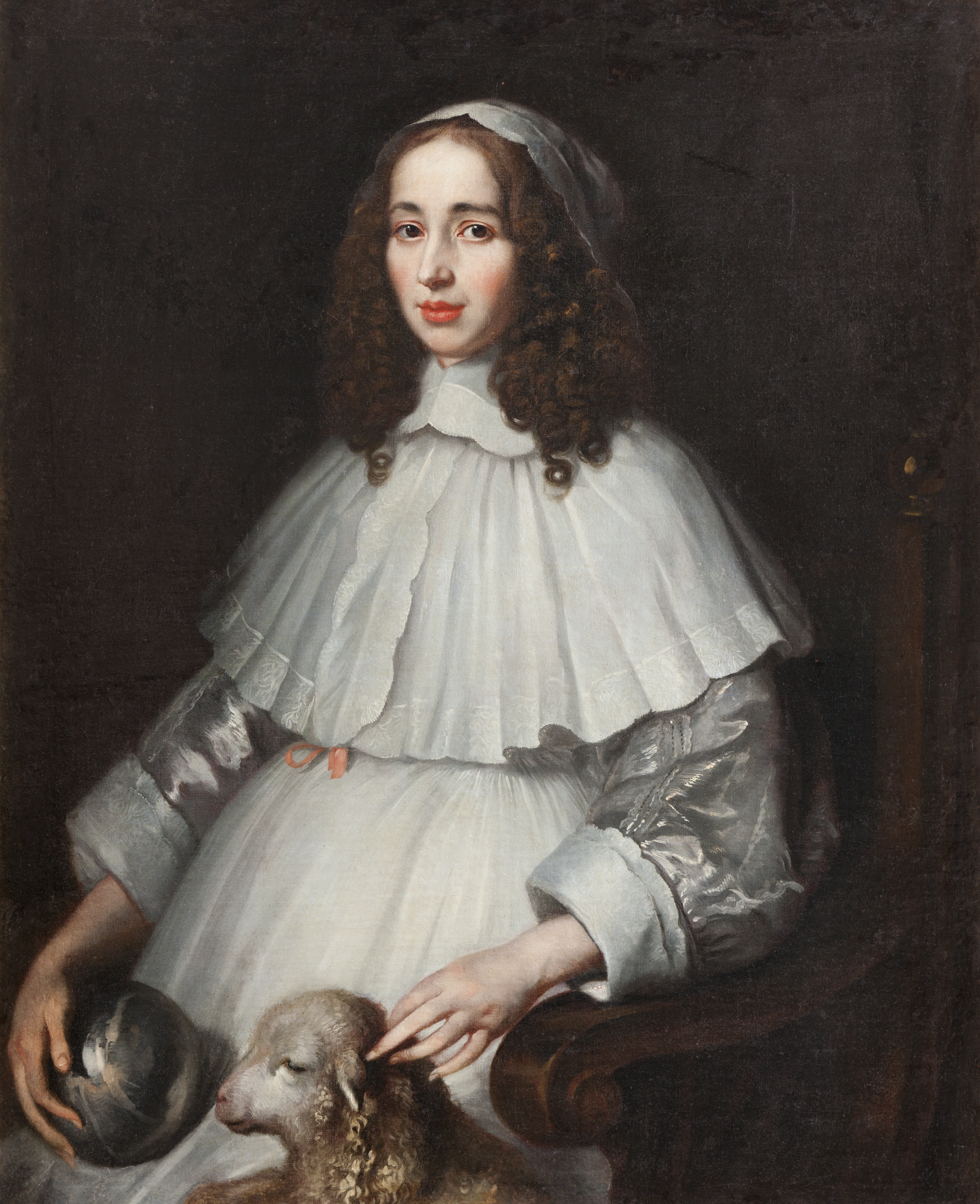
Porträt der Anna Margareta Wrangel, 1650

Anna Margareta von Haugwitz (* 16. Januar 1622 in Calbe; † 20. März 1673 in Stockholm) war die Ehefrau des schwedischen Heerführers und Staatsmanns Graf Carl Gustav Wrangel und daher 1651–1665 Gräfin zu Salmis, infolge eines Tauschs seit 1665 Gräfin zu Sölvesborg.

## Leben
Anna Margareta war die Tochter von Balthasar Joachim von Haugwitz und Sophie von Veltheim. Der Vater starb, als sie vier Jahre alt war, so dass sie die Wirren des Dreißigjährigen Krieges zunächst als Halb-, bald danach als Vollwaise durchmachte. Getauft wurde sie in der Kirche des heiligen Stephanus. 1630 kamen auch ihre Mutter und vier ihrer fünf Geschwister bei der Erstürmung Calbes durch kaiserliche Truppen ums Leben; nur Anna Margareta konnte fliehen und fand im Zisterzienser-Frauenkloster in Egeln Unterschlupf, später kümmerte sich die Gräfin von Löwenstein um sie und ließ ihr eine Schulbildung zukommen. Die Gräfin gehörte zum Kreis um den schwedischen Feldherrn Johan Banér, der 1636 Anna Margaretas Vormund wurde. Sie gehörte somit zum Militärlager der schwedischen Armee, wo sie bald den Generalmajor Carl Gustav Wrangel kennenlernte, mit dem sie sich im Mai 1640 verlobte und den sie bereits am 1. Juni in Saalfeld heiratete. Für die Familie Wrangels war diese Beziehung zu einer verarmten deutschen Landadeligen unstandesgemäß, jedoch störte ihn die Kritik seiner Standesgenossen wenig. Anna Margareta gebar ihrem Mann zwischen 1641 und 1665 dreizehn Kinder, von denen aber die meisten als Kinder oder junge Erwachsene starben. Nach dem Ende des Krieges hielt sie sich mit Wrangel eine Zeit lang in Nürnberg auf und lebte dann auf den pommerschen Gütern ihres Mannes, der es inzwischen nicht nur zu einem der bedeutendsten Feldherrn seiner Zeit gebracht hatte, sondern der sich auch als Kunstsammler und Mäzen betätigte, wodurch ein eindrucksvoller Glanz auf seine Herrschaft in Pommern und sein heimatliches Schloss Skokloster bei Uppsala fiel.
Anna Margarete hatte ihre leidende Heimat nicht vergessen und stiftete in ihrem Testament zum Andenken ihrer Geburts-Stadt Calbe 500 Taler, deren Zinsertrag alljährlich am 1. Juni, ihrem Hochzeitstag, an die Bedürftigen verteilt wurde.
Nach längerer Krankheit starb sie 1673, ihr Mann, ebenfalls schwer krank, drei Jahre später.